# Креонт (царь Фив)
Крео́нт (др.-греч. Κρέων «правитель») — персонаж древнегреческой мифологии.
Сын Менекея. Царь Фив, занявший трон после Лаия, как его шурин. Одновременно был шурином и Эдипа. Вторично взошёл на царство после Этеокла и Полиника. Когда Амфитрион освободил Кадмею от чудовищной лисицы, Креонт помог ему в походе на телебоев. Был женат на Евридике или Гениохе; отец Гемона, Менекея и Мегары, супруги Геракла. Дядя Антигоны. Потомок спартов. Согласно версии Еврипида, противоречащей остальным, убит Ликом с Евбеи.
Ездил с посольством в Дельфы по воле Эдипа. Проклят последним, как писал Софокл. По Павсанию, был опекуном Лаодаманта. Согласно Стацию, убит Тесеем во время его похода на Фивы.
Действующее лицо трагедий Софокла («Царь Эдип», «Эдип в Колоне», «Антигона»), Еврипида («Финикиянки», «Антигона») , Сенеки («Эдип»).